# Derepodichthys
Derepodichthys is een monotypisch geslacht van straalvinnige vissen uit de familie van puitalen (familie) (Zoarcidae).

## Soort
- Derepodichthys alepidotus Gilbert, 1896